# Gnathothlibus eras
Gnathothlibus eras är en fjärilsart som beskrevs av Jean Baptiste Boisduval 1832. Gnathothlibus eras ingår i släktet Gnathothlibus och familjen svärmare. Inga underarter finns listade i Catalogue of Life.

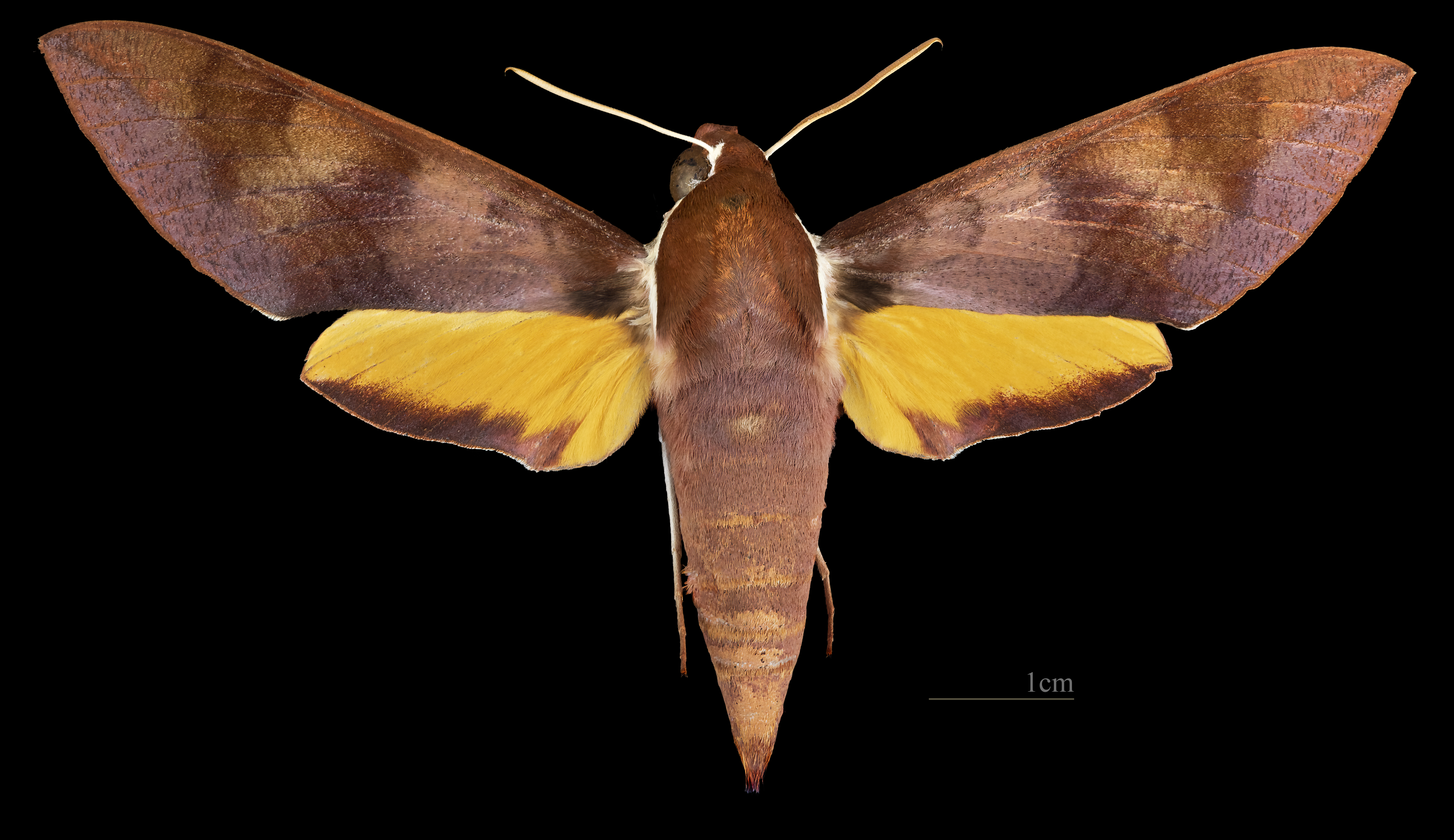
♀
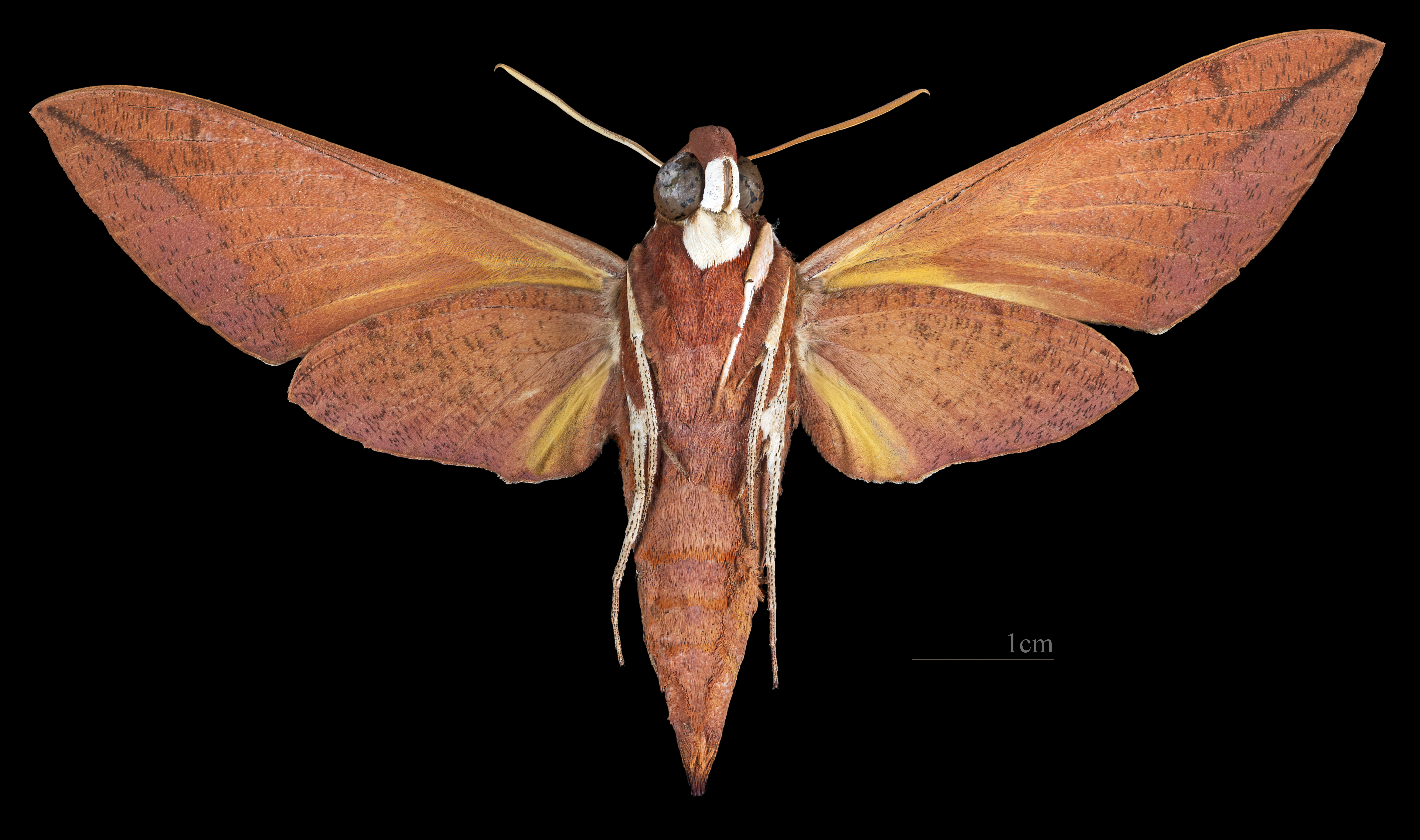
♀ △